# Christina Ingesdotter

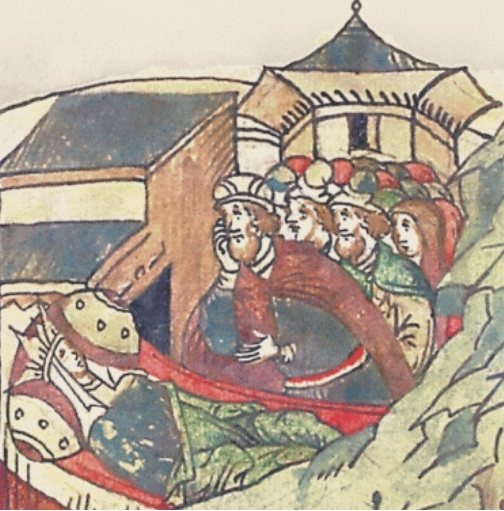
Christina Ingesdotter auf ihrem Sterbebett in einer Darstellung aus der Illustrierten Chronik Iwans IV.

Christina Ingesdotter (schwedisch Kristina Ingesdotter, russisch Христина Ингесдоттер, * vor 1095; † 1122) war eine schwedische Prinzessin.
Sie war eine Tochter von König Inge I. Christina war die erste Ehefrau von Mstislaw I. Sie heirateten im Jahr 1095. Christina war Mstislaws Cousine dritten Grades. In Nowgorod wurde ein Brief aus Birkenrinde gefunden, in dem stand, dass Christinas Sklave gestohlen wurde. Der Bürgermeister versprach, ihn bald zu finden. Laut der Nowgoroder Chronik starb Christina 1122.
Die Ehe Christinas und Mstislaws wurde in einem Dokument erwähnt, das im Auftrag des französischen Königs Philipp II. erstellt wurde. Er wollte sich von seiner Frau Ingeborg von Dänemark scheiden lassen. Als Scheidungsgrund wurde das enge Verwandtschaftsverhältnis der Frischvermählten mit dem französischen Königshaus vorgebracht und ein offizielles Dokument darüber erstellt. In diesem Dokument wurden alle Verwandten von Ingeborg detailliert beschrieben.